# Stacy Barthe
Stacy Barthe (Brooklyn, Nueva York, 19 de julio de 1985)  es una cantante y compositora estadounidense de R&B contemporáneo, música pop y soul. Nominada a un Premio Grammy como compositora, fue reclutada por Ethiopia Habtermariam para Universal Music Publishing Group en 2007.
Poco después, Barthe aterrizaría con «Blur»  en el álbum de Britney Spears Circus. Ha trabajado con artistas como Akon, Melanie Fiona, Estelle, Brandy y Sean «Diddy» Combs. compuso algunas pistas del álbum de Katy Perry (Katy Perry («Hummingbird Heartbeat»), Kelly Rowland («Everywhere You Go») y Rihanna («Cheers (Drink to That)»), el último de los cuales alcanzó el número siete en Billboard Hot 100. También ha trabajado con productores como Hit-Boy, Cool and Dre, The Runners, Jerry «Wonder» Duplessis, Supa Dups, Danja, Dapo Torimiro y Tricky Stewart, entre otros.
En diciembre de 2010, lanzó Sincerely Yours, Stacy Barthe, su extended play debut  (EP). En noviembre de 2011, «Silent Night» de Brandy Norwood, con Stacy Barthe, se filtró en Internet.

## Discografía

### EP
- Sincerely Yours, Stacy Barthe (2011)[6]
- Stacy Barthe Presents The Seven Days of Christmas (2011)
- In The Inbetween (2012)
- P.S. I Love You (2013)
- BEcoming (2015)

### Apariciones como invitada
| Título                                    | Año  | Álbum                          | Otros artista(s)                    |
| ----------------------------------------- | ---- | ------------------------------ | ----------------------------------- |
| «Running In Place»                        | 2012 | HITStory                       | Hit-Boy                             |
| «Looking You Up»                          | 2012 | Suite 823                      | Mateo                               |
| «Astronaut Pussy / Welcome to California» | 2013 | OKE: Operation Kill Everything | Game, Skeme, Schoolboy Q, Too Short |
| «Everything Was The Same»                 | 2013 | SOUL Tape 3                    | Fabolous                            |
| «The Purge»                               | 2014 | Blood Moon: Year of the Wolf   | Game                                |

### Como compositora
| Título                       | Año  | Álbum                                        | Artista(s)               |
| ---------------------------- | ---- | -------------------------------------------- | ------------------------ |
| «Blur»                       | 2008 | Circus                                       | Britney Spears           |
| «Heaven» (junto a will.i.am) | 2009 | 3 Words                                      | Cheryl Cole              |
| «Everywhere You Go»          | 2010 | Canción de la Copa Mundial de Fútbol de 2010 | Kelly Rowland            |
| «Face the Light»             | 2010 | Rebuilt                                      | Girlicious               |
| «Cheers (Drink to That)»     | 2010 | Loud                                         | Rihanna                  |
| «I'll Do It»                 | 2010 | Superficial                                  | Heidi Montag             |
| «Hummingbird Heartbeat»      | 2010 | Teenage Dream                                | Katy Perry               |
| «I Don't Care»               | 2011 | A Family Business                            | Brandy                   |
| «Sorry»                      | 2012 | Trouble Man: Heavy Is the Head               | T.I., Andre 3000         |
| «Adore You»                  | 2013 | Bangerz                                      | Miley Cyrus              |
| «So Good»                    | 2014 | Friends & Lovers                             | Marsha Ambrosius y Abbaz |
| «La La La La La»             | 2014 | Friends & Lovers                             | Marsha Ambrosius y Abbaz |